# Santos FC (AP)
Az Santos Futebol Clube, röviden Santos (AP), egy 1973. május 11-én alapított brazil labdarúgócsapat. Székhelye Macapá. Amapá állam első osztályú bajnokságában és az országos bajnokság negyedosztályában, a Série D-ben szerepel.

## Sikerlista

### Állami
- 6-szoros Amapaense bajnok: 2000, 2013, 2014, 2015, 2016, 2017

## Játékoskeret
2014. július 20-tól
| # |     | Poszt | Név             |
| - | --- | ----- | --------------- |
|   | BRA | K     | Diego Cabral    |
|   | BRA | K     | Zé Maria        |
|   | BRA | V     | Léo Rosa        |
|   | BRA | V     | Wellinghton     |
|   | BRA | V     | Max Melo        |
|   | BRA | V     | Cavalo          |
|   | BRA | V     | Pretão          |
|   | BRA | V     | Bruno Oliveira  |
|   | BRA | KP    | Carlinhos Maraú |
|   | BRA | KP    | André Beleza    |
|   | BRA | KP    | Remeson         |
|   | BRA | KP    | Sandro          |

| # |     | Poszt | Név                |
| - | --- | ----- | ------------------ |
|   | BRA | KP    | Araújo Goiano      |
|   | BRA | KP    | Vando              |
|   | BRA | KP    | Willian Fazendinha |
|   | BRA | KP    | Raí                |
|   | BRA | KP    | André Cabeça       |
|   | BRA | KP    | Fabinho            |
|   | BRA | CS    | Beto Acosta        |
|   | BRA | CS    | Jean Marabaixo     |
|   | BRA | CS    | Aldair             |
|   | BRA | CS    | Romarinho          |
|   | BRA | CS    | Everton            |